# Entre 2 caisses
Entre 2 caisses est un groupe de musique français actif entre 1997 et 2021.
Il se compose essentiellement de quatre musiciens : Dominique Bouchery, Bruno Martins, Jean-Michel Mouron et Gilles Raymond. Son répertoire se constitue de textes d'auteurs de la chanson française.

## Histoire
Le groupe est fondé en janvier 1997,. Il se compose dès sa fondation de Dominique Bouchery, Bruno Martins, Jean-Michel Mouron (qui fut par ailleurs le manager des Wriggles) et Gilles Raymond. Aux débuts du groupe, Hal Collomb (ancien du groupe folk La Chifonnie) en fait partie, avant de le quitter.
Dès sa création, le répertoire du groupe composé de textes d'auteurs de la chanson française, tels Allain Leprest, Sarclo, Gérard Morel, Gaston Couté ou Claude Semal, et parfois de quelques textes originaux. En 2000, est enregistré leur premier album Fallait pas m'faire chier la veille.
Le groupe remporte en 2003 le Grand Prix du disque de l'académie Charles-Cros, avec Faute de grives...,,.
Les membres d'Entre 2 caisses sont à plusieurs reprises en création au théâtre Antoine Vitez d'Ivry-sur-Seine, notamment dans deux spectacles mis en scène par Juliette, à l'automne 2012 sur des chansons d'Allain Leprest (« Je hais les gosses »), lequel leur a écrit une chanson,, et en février 2016 avec Sous la peau des filles, chansons de femmes.
Entre 2 caisses reçoit en 2017 le Prix Jacques Douai, remis à Barjac, dans le Gard.
À l'automne 2019, le groupe entame une tournée d'adieu, qui doit se prolonger jusqu'à début 2021. Perturbée par la pandémie de Covid-19, et les restrictions qui touchent les festivals et établissements culturels, elle s'achève finalement par un concert dans le cadre du festival Barjac m'en chante, à Barjac, dans le Gard, le 1er août 2021, et par une ultime chanson en compagnie de Monique Brun et Michèle Bernard.
En 2022, le groupe enregistre une compilation de 43 chansons en guise d'adieu, Ciao et merci.
En 2024, trois des quatre membres du groupe remontent un nouveau spectacle, Noir Rouge Vert.

## Composition
- Dominique Bouchery (accordéon chromatique, clarinettes, chant)
- Bruno Martins (contrebasse, chant)
- Jean-Michel Mouron (chant)
- Gilles Raymond (guitares, accordéon diatonique, dulcimer à marteaux, cajón, chant)

## Critique
Télérama les présente comme un quatuor « plein d'humour » oscillant « entre poésie et gauloiseries ». L'Humanité évoque leur « subtilité ».